# Жук Петро Антонович
Жук Петро Антонович (25 червня 1958, с.Глібів, Гусятинського району, Тернопільської області) - науковець-практик у галузі соціоінформатики, соціології, соціальної психології, теорії соціальних систем. Кандидат технічних наук, директор Науково-виробничого центру з інформаційних проблем територій Інституту прикладних проблем механіки і математики ім. Я.Підстригача НАН України.

## Біографія
Народився 25.06.1958 в селі Глібів Гусятинського району Тернопільської області. Закінчив середню школу N 1 м.Тернополя, фізичний факультет Львівського національного університету ім.І.Франка. Кандидат технічних наук, в 1996 році захистив дисертацію на тему "Вербально-семантична інформаційно-аналітична система для розв'язування задач математичного моделювання" за спеціальністю математичне моделювання в наукових дослідженнях, автоматизовані системи управління та системи обробки інформації.
 З 1979 року працює в структурах Інституту прикладних проблем механіки і математики. Був завідувачем відділу Спеціального конструкторсько-технологічного бюро цього інституту, який займався розробкою методів і програмного забезпечення для інтерпретації космічних зображень, геоінформаційних систем для задач дистанційного зондування, теоретичними та прикладними задачами розпізнавання образів, математичним моделюванням природних процесів на поверхні Землі. Роботи з математичного моделювання виконував в науковій школі академіка Ярослава Підстригача, роботи з розпізнавання образів, інформаційних систем, математичної лінгвістики, моделювання складних систем, інших розділів кібернетики - в науковій школі академіка Віктора Глушкова, безпосередньо під керівництвом професора Володимира Грицика.
З часу створення Науково-виробничого центру з інформаційних проблем територій в 1993 році є його директором. 

## Розробки
Займається розвитком соціоінформатики - науки про сприйняття, передачу та перетворення інформації в соціальних системах, здійснює теоретичні розробки в цьому напрямку та їх застосування до практичних задач. Роботи з теорії цілеспрямованих систем, теорії розвитку, моделювання суспільних процесів, зокрема, процесів формування громадської думки, геополітичного моделювання. Займається дослідженням семантичних полів - структурованих сукупностей інформації, які використовуються в цілеспрямованій діяльності. 
На основі моделей сприйняття інформації суспільними системами розробив методи дослідження суспільних стереотипів, застосовані в численних соціологічних дослідженнях, виконаних Центром з інформаційних проблем територій. 
Використовує теоретичні розробки з соціоінформатики та моделювання суспільних процесів для політологічних оцінок і прогнозів. 
Займається громадською діяльністю. Був учасником установчих з'їздів Товариства української мови, РУХу. 

## Публікації
У 1996 році захистив кандидатську дисертацію на тему "Вербально-семантична інформаційно-аналітична система для розв'язування задач математичного моделювання"
У 1999 році був упорядником соціологічної частини книги  «Вибір України-99. Що далі?»
У 2001 році виклав своє бачення адміністративно-територіальної реформи, що передбачала зменшення витрат на державний апарат приблизно удвічі і перехід до трирівневого адміністративно-територіального устрою. Україну пропонувалося поділити на 98 округів.
У 2000 році у співавторстві видав книгу «Етнополітична карта світу 21 століття», у якій обґрунтовувались можливі варіанти розвитку світової політичної карти у 21 столітті.
Третя світова війна почалася
Санкції проти Росії - несуть новий екологічний світопорядок.